# Plaza de Toros (Trolebús de Quito)
Plaza de Toros es la trigésimo sexta y penúltima parada del Corredor Trolebús, al norte de la ciudad de Quito. Se encuentra ubicada sobre la avenida 10 de Agosto, intersección con Papallacta, en la parroquia de Rumipamba.

## Historia
Fue construida durante la administración del alcalde Mauricio Rodas, quien la inauguró el 1 de junio de 2018, dentro del marco de apertura de la nueva parada final del sistema en la Estación multimodal El Labrador, ubicada 800 metros al norte y que conecta el Trolebús con el Metro de Quito y el sistema de autobuses público-privados.

## Nombre e iconografía
Recibe su nombre del edificio más conocido del sector en el que se encuentra, la plaza de toros más grande la ciudad que fue levantada en el año 1960. Es precisamente esta construcción, que se puede admirar una cuadra hacia el oriente, la que mediante un dibujo de silueta se convirtió en la iconografía representativa de la parada. Sirve al sector circundante, en donde se levantan showrooms de automóviles, locales comerciales, instituciones educativas y varios edificios de oficinas y apartamentos.